# Rihards Pīks
Rihards Pīks (ur. 31 grudnia 1941 w Rydze) – łotewski polityk, minister kultury (1996–1997) i spraw zagranicznych (2004), poseł do Parlamentu Europejskiego (2004–2009).

## Życiorys
W latach 1961–1993 pracował jako kamerzysta, reżyser i producent filmowy. Pod koniec lat 80. przyłączył się do Łotewskiego Frontu Ludowego dążącego do uniezależnienia Łotwy od ZSRR. Po 1993 był przedsiębiorcą, wykładał w Łotewskiej Akademii Kultury. Od 1995 do 1996 zastępował przewodniczącego państwowej rady ds. radia i telewizji.
W 1996 został mianowany ministrem kultury. Dwa lata później wstąpił do nowo powstałej Partii Ludowej, z ramienia której uzyskiwał  mandat posła na Sejm w latach 1998 i 2002. Od 1999 do 2002 pełnił obowiązki wicemarszałka Sejmu. W tym samym okresie reprezentował Łotwę w Unii Międzyparlamentarnej. Rihards Pīks był wśród założycieli organizacji pozarządowej pod nazwą Politiskās izglītības fonds, w 2000 wszedł w skład jej zarządu.
Od marca do lipca 2004 sprawował urząd ministra spraw zagranicznych w rządzie Indulisa Emsisa. W wyborach z czerwca 2004 uzyskał mandat posła do Parlamentu Europejskiego. W PE Strasburgu zajmował się problematyką chińską i rosyjską. Zasiadał w grupie chadeckiej, pracował w Komisji Wolności Obywatelskich, Sprawiedliwości i Spraw Wewnętrznych, a także w Komisji Spraw Konstytucyjnych. W 2007 wraz z kilkoma innymi deputowanymi do Parlamentu Europejskiego (m.in. Bogdanem Klichem i Arim Vatanenem) zgłosił kandydaturę Memoriału do Pokojowej Nagrody Nobla.
W wyborach europejskich w 2009 bez powodzenia ubiegał się o reelekcję z listy Partii Ludowej, rok później również bezskutecznie kandydował do Saeimy. W 2014 przystąpił do partii Dla Rozwoju Łotwy, z ramienia której w tymże roku bez powodzenia ubiegał się o mandat posła do Parlamentu Europejskiego.